# Bataille de Dovgenke
 (mai 2023).
Invasion de l'Ukraine par la Russie de 2022
Batailles
Offensive de Kiev (Jytomyr, Kiev) : 
- 1re Hostomel
- Tchernobyl
- Ivankiv
- Kiev
- 2e Hostomel
- Vassylkiv
- Boutcha
- Irpin
  - Bombardement de réfugiés
- Jytomyr
- Mochtchoun
- Makariv
- Brovary

Offensive du Nord (Tchernihiv, Soumy) :
- Hloukhiv
- Slavoutytch
- Bombardements
- Soumy
- Trostianets
- Tchernihiv
- Okhtyrka
- Lebedyn
- Konotop
- Romny
- Desna
- Escarmouches frontalières

Russie  (Briansk, Belgorod) :
- Incursions en Russie occidentale
  - Oblast de Briansk
  - Oblasts de Belgorod et de Koursk
    - Incursions de 2024

  - Bombardement de Belgorod
- Oblast de Koursk (août 2024)

Campagne de l'Est (Donetsk, Louhansk, Kharkiv)
Kharkiv :
- 1re Kharkiv
  - Tchouhouïv
  - Bombardements : en février
  - en mars
  - en avril
  - du bâtiment administratif
- Izioum
- 2e Kharkiv
  - Balaklia
  - 1re Koupiansk
  - Chevtchenkove
- 3e Kharkiv

Nord du Donbass:
- Starobilsk
- Sloviansk
  - Dovhenke
  - 1re Lyman
  - Sviatohirsk
  - Bohorodychne et Krasnopillia
  - Bombardements : Bilohorivka
  - Kramatorsk
- Sievierodonetsk
  - Kreminna
  - Donets
  - Roubijné
  - Popasna
  - Tochkivka
  - Massacre
- Lyssytchansk
- 2e Kharkiv
  - Balaklia
  - 1re Koupiansk
  - Chevtchenkove
  - 2e Lyman
- Oblast de Louhansk
  - Ligne Svatove-Kreminna
  - Serebryansky
  - 2e Koupiansk

 Centre du Donbass:
- Horlivka
- Popasna
- Svitlodarsk
- Bakhmout
  - Soledar
- Siversk
- Tchassiv Iar
- Toretsk

Sud du Donbass :
- Volnovakha
- Marioupol
  - Bombardements : de l'hôpital
  - du théâtre
  - de l'école d'art
- Pisky
- Vouhledar
  - Pavlivka
- Marïnka
- Contre-offensive de 2023
- Avdiïvka
- Novomykhaïlivka
- Pokrovsk
  - Krasnohorivka
  - Toretsk
- Bombardements :
- Makiïvka
- Donetsk

Campagne du Sud (Mykolaïv, Kherson, Zaporijjia)
- 1re Kherson
- Odessa
- Melitopol
- Mykolaïv
  - Bombardements : à fragmentation
  - du bâtiment administratif
- 1re Berdiansk
- Zaporijjia
- Tchornobaïvka
- Enerhodar
- Voznessensk
- Houliaïpole
- Davydiv Brid
- 2e Berdiansk
- Nova Kakhovka
- 2e Kherson
  - Doudtchany
- Dniepr
- Tchoulakivka
- Contre-offensive de 2023
  - Robotyne

Frappes aériennes dans l'Ouest et le Centre de l'Ukraine
- Lviv (02/2022)
- Vinnytsia (03/2022)
- Yavoriv (03/2022)
- Deliatyne (03/2022)
- Dnipro

Guerre navale
- Île des Serpents (02/2022)
- Moskva (04/2022)

Attaques en Crimée
- Novofedorivka (08/2022)
- Djankoï (08/2022)
- Pont de Crimée (10/2022)
- Base navale de Sébastopol (10/2022)
- Pont de Crimée (07/2023)
- Base navale de Sébastopol (09/2023)

Débordement
- Aéroport de Millerovo
- Sabotages en Russie
- Attaques en Transnistrie
- Sabotage des gazoducs Nord Stream
- Terrain d'entraînement militaire de Soloti
- Explosions en Pologne
- Bases aériennes de Dyagilevo et Engels-2
- Base aérienne de Minsk-Matchoulichtchi
- Crise russo-moldave de 2023
  - Accusations de tentative de coup d'État en Moldavie
- Incident de drone de 2023 en mer Noire
- Rébellion du groupe Wagner

Massacres
- Tchernihiv
- Boutcha
- Borodianka
- Olenivka
- Izioum

La bataille de Dovgenke ou bataille de Dolgenkoïe se déroule dans le village de Dolgenkoïe (ou Dovgenke), près de la ville d'Izioum et oppose les forces armées ukrainiennes aux forces armées russes. Elle s'inscrit dans l'offensive du nord-est de l'Ukraine et l'offensive de l'est de l'Ukraine, dans le cadre plus large de l'invasion de l'Ukraine par la Russie.
La bataille s'achève sur une victoire ukrainienne, les forces russes étant repoussées et échouant à conquérir la localité.

## Contexte

### Invasion de l'Ukraine par la Russie
Dolgenkoïe est une petite localité à la limite de l'oblast de Kharkiv et de l'oblast de Donetsk.
Le 24 février 2022, la Russie envahit l'Ukraine, dans le cadre de l'invasion de l'Ukraine par la Russie, une escalade de la guerre russo-ukrainienne, qui a commencé en 2014. Le 1er avril, l'armée ukrainienne confirme qu'Izioum est passée sous contrôle russe,. Le lendemain, dans une interview pour Ukrinform, l'adjoint au maire d'Izioum, Volodymyr Matsokine, affirme que 80 % des bâtiments résidentiels de la ville ont été détruits et qu'il n'y a ni électricité, ni chauffage, ni eau dans la ville. Les forces russes s'emparent de Roubijné et de la ville voisine de Voïevodivka le 12 mai 2022.

### Échec russe dans la bataille du Donets
Dans le cadre de l'offensive, les troupes russes tentent de prendre le village, mais sont repoussées par les forces ukrainiennes. Au matin du 5 mai, les Forces armées russes, à la suite d'un bombardement d'artillerie, tentent de traverser la rivière Donets à Dronivka, mais sont stoppées par les troupes et les chars ukrainiens. Deux chars ukrainiens de la 30e brigade mécanisée font face à au moins quatre ou cinq véhicules BMP russes, deux navires et deux escouades d'infanterie à une distance de 1 200 mètres, stoppant l'avance. Après cela, un duel d'artillerie a lieu, au cours duquel les Russes perdent dix véhicules et leur tête de pont. Le 8 mai, les forces russes construisent un pont flottant sur le Donets, près de Bilohorivka. Cependant, la tentative de débarquement russe échoue le 11 mai avec la bataille du Donets.
Un autre pont est construit entre Bilohorivka et Serebryanka vers le 12 mai et est également détruit, les dernières troupes russes se retirant de leur côté du fleuve le 13 mai.

## Bataille
Le 11 avril, les forces russes lancent une attaque contre Dolgenkoïe et Dmytrivka, qui est repoussée par les forces ukrainiennes.
Le 15 mai, l'armée ukrainienne annonce que la Russie a lancé une nouvelle offensive pour prendre le village.
Le 6 juin, selon une agence de presse ukrainienne, les soldats ukrainiens ont repoussé dix attaques ennemies à proximité de Dovgenke, les forces russes ont fait se replier une partie de leurs unités à Izioum en raison de leurs pertes lors de l'assaut sur Dovgenke.
Le village est pris le 11 juin 2022 par l'armée russe.
Le 12 juin, les soldats ukrainiens réussissent à repousser les opérations d'assaut de l'armée russe dans les régions de Dovgenka - Mazanivka et Dovgenka - Dolina.
Le 10 septembre 2022, après trois mois d'occupation russe, Dovgenke est repris par l'armée ukrainienne. Cependant, en 2024, le village continue d'être maillé de mines et de munitions non explosées.